# Coquimbit
Coquimbit (Breithaupt, 1841), chemický vzorec Fe23+(SO4)3·9H2O, je šesterečný minerál. Pojmenován podle provincie Coquimbo v Chile.

## Původ
Druhotný minerál vzniklý zvětráváním sulfidů, hlavně v aridních oblastech. Vzácně ve fumarolách.

## Morfologie
Krystaly jsou krátce prizmatické nebo hrubě tabulkovité. Zrnité nebo práškovité agregáty.

## Vlastnosti
- Fyzikální vlastnosti: Tvrdost 2, hustota 2,1 g/cm³, štěpnost nedokonalá podle {1011}, lom nepravidelný.
- Optické vlastnosti: Barva: nazelenalá, namodralá, nafialovělá, nažloutlá, nahnědlá. Lesk skelný, průhlednost: průhledný, vryp bílý.
- Chemické vlastnosti: Složení: Fe 19,87 %, H 3,23 %, S 17,12 %, O 59,78 %. Rozpustný ve vodě.
- Další vlastnosti: Má svíravou chuť, na vzduchu ztrácí vodu a rozpadá se.

## Podobné minerály
- quenstedtit

## Parageneze
- quenstedtit, copiapit, pyrit, voltait a jiné sírany.

## Naleziště
Řídce se vyskytující minerál.
- Česko – Jáchymov
- Slovensko – Smolník, Banská Štiavnica
- Německo – Rammelsberg
- Španělsko
- Chile
- a další.